# Charles Horan
Charles Horan (6 de abril de 1886 – 11 de enero de 1928) fue un director, guionista y actor de nacionalidad estadounidense, activo en la época del cine mudo.

## Biografía
Nacido en la ciudad de Nueva York, Charles Horan cursó estudios en la Universidad de Fordham, la Universidad de Columbia y la Universidad de Yale.
Falleció en 1928 en Hollywood, California, a causa de un infarto agudo de miocardio.

## Filmografía

### Actor
- 1912 : The Star of Bethlehem, de Lawrence Marston
- 1913 : The Blindness of Courage; or, Between Two Loves
- 1913 : A Business Woman
- 1914 : The Veteran's Sword, de Carl Gregory
- 1914 : The Decoy, de Carl Gregory
- 1914 : Professor Snaith, de Carl Gregory
- 1914 : His Enemy, de Carl Gregory
- 1914 : A Telephone Strategy, de Carl Gregory
- 1914 : A Circus Romance, de Carl Gregory
- 1914 : In Her Sleep, de Carl Gregory
- 1914 : Lost: A Union Suit, de Carroll Fleming
- 1914 : A Woman's Loyalty, de Howell Hansel
- 1914 : From the Flames, de Carroll Fleming
- 1914 : The Infant Heart Snatcher
- 1914 : Her Awakening, de Carl Gregory
- 1914 : Too Much Turkey, de Carl Gregory
- 1914 : The Tin Soldier and the Dolls
- 1914 : The Eugenic Boy
- 1914 : Guilty or Not Guilty
- 1914 : The Golden Cross
- 1914 : The Dancer
- 1914 : The Success of Selfishness
- 1914 : An Elusive Diamond

### Guionista
- 1915 : When a Woman Loves
- 1919 : Three Black Eyes
- 1920 : Man's Plaything
- 1921 : Love, Hate and a Woman
- 1922 : The Splendid Lie
- 1925 : North Star, de Paul Powell
- 1926 : Atta Boy, de Edward H. Griffith
- 1927 : Chasing Choo Choos
- 1927 : Flying Luck, de Herman C. Raymaker
- 1927 : Spider Webs, de Wilfred Noy
- 1927 : Horse Shoes, de Clyde Bruckman
- 1927 : Play Safe, de Joseph Henabery
- 1928 : A Perfect Gentleman, de Clyde Bruckman

### Director
- 1915 : Her Reckoning
- 1916 : The Upheaval
- 1916 : The Quitter
- 1916 : The Blindness of Love
- 1916 : Rose of the Alley
- 1917 : Polly of the Circus
- 1919 : Three Black Eyes
- 1920 : Man's Plaything
- 1921 : You Find It Everywhere
- 1921 : Love, Hate and a Woman
- 1922 : The Splendid Lie
- 1923 : No Mother to Guide Her
- 1923 : Does It Pay?

## Teatro
- 1925 : Autor de The Devil Within, melodrama representado en el Teatro Hudson de Nueva York.